# Contea di Middlesex (Giamaica)
La contea di Middlesex (in inglese Middlesex County) è una delle tre contee storiche in cui è suddivisa la Giamaica. Le contee non hanno valenza amministrativa ma esclusivamente statistica.
Venne istituita nel 1758 ed è situata nel centro del paese.
Comprende le parrocchie di Clarenon, Manchester, Saint Ann, Saint Catherine, Saint Mary.